# Restinga
Pour les articles homonymes, voir restinga (homonymie).

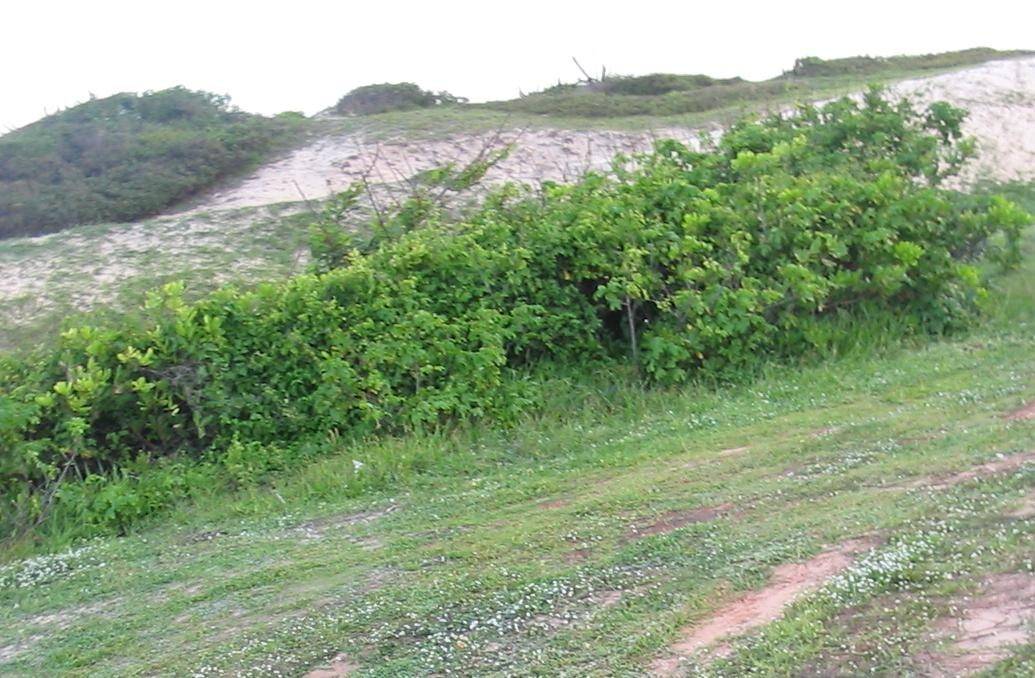
Exemple de végétation de restinga.

Une restinga est un cordon littoral sablonneux et salé, qui séquestre une portion de la mer entre elle et le continent, et est couvert de plantes herbacées caractéristiques.
Ce biome est présent à l'Est du Brésil, notamment dans le parc d'État de Restinga de Bertioga situé dans l'État de Sao Paulo, ainsi que dans Parc national de Restinga de Jurubatiba dans l'État de Rio de Janeiro.

## Écorégions
Le WWF distingue deux types de restingas en tant qu'écorégions : 
- Les restingas de la côte atlantique : présentes dans plusieurs enclaves le long de la côte est du Brésil, depuis l'État du Rio Grande do Norte dans le nord-est du Brésil jusqu'à l'État du Rio Grande do Sul dans le sud du Brésil, elles couvrent une superficie de 7 900 kilomètres carrés qui s'étend des tropiques aux subtropiques. Leurs flores et leurs faunes partagent des affinités avec la forêt atlantique humide de l'Est du Brésil.
- Les restingas du Nord-Est du Brésil : présents le long de la côte Nord du Brésil, dans les États du Maranhão, du Piauí et du Ceará. Leurs flores et leurs faunes se distinguent de celles des restingas de la côte atlantique, avec de plus grandes affinités avec les forêts humides du biome amazonien.